# スノーソックス
スノーソックス (snow socks) は、タイヤチェーンの代用品のひとつ。スノータイヤが十分ではない場合、スノーソックスを用いることで、雪道におけるグリップが向上する。
日本語では、「布製タイヤチェーン」、「布タイヤチェーン」「布製タイヤ滑り止め」と説明されることがあるほか、「オートソック」、「スノーキャップ」など商品名に由来する名称で呼ばれることもある。

## スノーソックスの利点と難点
スノーソックスは、布製のタイヤすべり止め装置の一種で、金属チェーンに比べて軽量かつ柔軟性が高く、取り付けや取り外しが簡単であることが特徴である。アンチロック・ブレーキ・システム (ABS) や横滑り防止装置 (ESC) などの車両安全機能に干渉しにくく、近年では女性ドライバーや高齢者を中心に普及が進んでいる。
使用される素材は主に高密度ポリエステルで、路面の水分を吸収することでグリップ力を向上させ、圧雪やシャーベット状の雪にも対応可能とされる。一般的に、時速50km程度までの走行が想定されており、都市部や短距離の緊急走行に適している。
代表的な製品としては、スペイン製の「イッセ・スノーソックス」やノルウェー製の「オートソック」などがあり、いずれも日本国内でのチェーン規制対応品として認可を受けている。
一方で、長距離走行や高速道路での継続使用には向いておらず、素材の特性上、長時間の使用や駐車中の凍結により損傷のリスクがある。また、金属チェーンと比べて、氷上での性能に関しては評価が分かれる場合もある。

## 種類
スノーソックスには、繊維製モデルと、複合素材製モデルがある。

### 繊維製
これは、タイヤを覆い、タイヤと雪が接触しないようにする繊維製のカバーである。このカバーを装着しても、アルミニウム製のリムには損傷を与えない。
最も重要な素材はポリエステルである。ポリエステル繊維は水を吸収し、グリップを改善する。装着した状態で、時速50km程度までの運転が可能とされる。

### 複合素材製
2013年3月現在、複合素材製のモデルが1種類流通している。これはミシュランが開発したもので、イージーグリップ (Easy Grip) と呼ばれている。内側に伸縮するバンドが付いており、装着を容易にしている。ネットを保護し、路面のグリップを高めるために、亜鉛メッキされた鋼鉄の輪150個が配置されている。

## 代表的なブランド
・イッセ・スノーソックス
・オートソック